# Eclipse Machine Company (Michigan)
Eclipse Machine Company war ein US-amerikanischer Hersteller von Automobilen aus Michigan.

## Unternehmensgeschichte
Das Unternehmen wurde 1906 in Detroit gegründet. Hauptsächlich stellte es Zubehör für die Automobilbranche her. Ende 1906 wurde die Produktion von Automobilen angekündigt und 1907 durchgeführt. Der Markenname lautete Eclipse. Nach 1907 verliert sich die Spur des Unternehmens.
Im November 1913 kam es während einer Motorradausstellung in Chicago zu einem Treffen zwischen E. J. Dunn, Präsident einer Eclipse Machine Company, und Vincent Bendix von der Bendix Corporation. Dabei ging es um einen Anlasser. Es ist unklar, ob es dieses Unternehmen aus Detroit war. Es gibt Hinweise auf die Stadt Elmira im US-Bundesstaat New York, was auf Eclipse Machine Division deutet.
Es gab keine Verbindungen zu den anderen Herstellern von Autos der Marke Eclipse: Eclipse Automobile Company, Eclipse Machine Company (Ohio), Eclipse Machine Division, Krueger Manufacturing Company und Eclipse Motor Car Company.

## Fahrzeuge
Das einzige Modell war ein Kleinwagen mit einem Vierzylindermotor.